# Die Stadt ist voller Geheimnisse
Die Stadt ist voller Geheimnisse är en västtysk dramafilm från 1955 i regi av Fritz Kortner. Manus skrevs av Kortner tillsammans med Curt J. Braun.

## Handling
En fabrik får ekonomiska svårigheter och ägaren beslutar att sälja fabriken och avskeda alla anställda. De anställda hanterar situationen på olika vis.

## Rollista, urval
- Karl Ludwig Diehl - professor Siebrecht
- Annemarie Düringer - Annie Lauer
- Werner Fuetterer - Dr. Gunther
- Paul Hörbiger - Herbert Klein
- Adrian Hoven - Gerhard
- Bruni Löbel - Susi Ecker
- Lucie Mannheim - Karina
- Charles Regnier - Morton
- Erich Schellow - Rudolf Thomas
- Eva Ingeborg Scholz - Chrstl Lauer
- Georg Thomalla - Paul
- Margot Trooger - Paula
- Grethe Weiser - Frieda Binder